# Châteauneuf-sur-Isère
Châteauneuf-sur-Isère é uma comuna francesa na região administrativa de Auvérnia-Ródano-Alpes, no departamento de Drôme. Estende-se por uma área de 45,57 km². Em 2010 a comuna tinha 4 056 habitantes (densidade: 89 hab./km²).